# سوفی کارمن اکهارت-گراماته
سوفی کارمن اکهارت-گراماته (انگلیسی: Sophie Carmen Eckhardt-Gramatté؛ ۶ ژانویه ۱۸۹۹ – ۲ دسامبر ۱۹۷۴) نوازنده پیانو، آهنگساز، و نوازنده ویولن اهل امپراتوری روسیه بود.